# Distretto di Mueang Saraburi
Il distretto di Mueang Saraburi (in thailandese: เมืองสระบุรี) è un distretto (amphoe) della Thailandia, situato nella provincia di Saraburi, della quale è il capoluogo.